# 14902 Miyairi
14902 Miyairi eller 1993 BE2 är en asteroid i huvudbältet som upptäcktes den 17 januari 1993 av de japanska astronomerna Yoshio Kushida och Osamu Muramatsu vid Yatsugatake-Kobuchizawa-observatoriet. Den är uppkallad efter japanen Keinosuke Miyairi.
Asteroiden har en diameter på ungefär 12 kilometer och den tillhör asteroidgruppen Eos.